# 변소정 (농구 선수)
변소정(2003년 10월 19일 ~ )은 대한민국의 농구 선수이다. 한국여자프로농구(WKBL) 부산 BNK 썸 소속으로 포지션은 포워드이다.

## 경력
2021년 9월에 열린 2021-2022 WKBL 신입선수 선발회에서 1라운드 전체 3순위로 인천 신한은행 에스버드에 지명되었다.
2023-24 시즌 개막전에서 불의의 부상으로 시즌 아웃되었다.
2023-24 시즌 종료 후 김소니아의 보상으로 지명한 박성진과 함께 BNK로 트레이드하였다. 반대는 진안의 보상으로 지명한 신지현과 신인선수 드래프트 1라운드 스왑권.